# Severní Texas
Severní Texas (anglicky: North Texas, jiné názvy North Central Texas, Northeastern Texas, a Nortex) je osobitý kulturní a geografický region v severozápadní části amerického státu Texas. Severní Texas nezahrnuje území Texas Panhandle, přesněji, zahrnuje jenom severní část východní části státu.
Centrum severního Texasu je metropole Dallas–Fort Worth Metroplex, největší aglomerace v Texasu. Lidé v aglomeraci používají termíny "Metroplex" a "North Texas". Severní Texas ovšem zahrnuje daleko větší území, včetně mnoha venkovských oblastí.
Většina regionu má subtropické klima s mírnými zimami a horkými léty.

## Okresy
Ačkoliv termíny "Severní Texas" a Severovýchodní Texas" neoznačují žádnou správní oblast, instituce Texas State Data Center and Office of the State Demographer zahrnuje do Severního Texasu následující okresy:
- Collin County
- Dallas County
- Denton County
- Ellis County
- Franklin County
- Erath County
- Hood County
- Hunt County
- Grayson County
- Johnson County
- Kaufman County
- Lamar County
- Navarro County
- Palo Pinto County
- Parker County
- Red River County
- Rockwall County
- Somervell County
- Tarrant County
- Wise County

Dalších jedenáct okresů je do regionu zahrnováno alternativně.

## Nejvýznamnější města
Nejvýznamnějšími městy jsou:
- Arlington
- Dallas
- Denison
- Denton
- Fort Worth
- Garland
- Irving
- Mesquite
- McKinney
- Plano
- Richardson
- Sherman
- Wichita Falls